# Rhene histrio
Espèce
Synonymes
- Zeuxippus histrio Thorell, 1891

Rhene histrio est une espèce d'araignées aranéomorphes de la famille des Salticidae.

## Distribution
Cette espèce est endémique d'Inde.

## Description
Le mâle holotype mesure 5 mm.

## Systématique et taxinomie
Cette espèce a été décrite sous le protonyme Zeuxippus histrio par Thorell en 1891. Elle est placée dans le genre Rhene  par Caleb, Sanap, Tripathi, Sampathkumar, Dharmara et Packiam en 2022.

## Publication originale
- Thorell, 1891 : « Spindlar från Nikobarerna och andra delar af södra Asien. » Kongliga Svenska Vetenskaps-Akademeins Handlingar, vol. 24, no 2, p. 1-149 (texte intégral).